# Ivry-sur-Seine
Ivry-sur-Seines Franciaország egyik városa, Párizs délkeleti agglomerációjának része, amelyet szinte teljes egészében körbeölel a Marne folyó. Lakosainak száma 64 526 fő (2022. január 1.). Ivry-sur-Seine Párizs, Charenton-le-Pont, Alfortville, Vitry-sur-Seine, Villejuif, Le Kremlin-Bicêtre és Párizs korábbi 12. kerülete községekkel határos.

## Oktatás
- Institut polytechnique des sciences avancées
- IONIS School of Technology and Management

## Népesség
| Lakosok száma | 1400 | 7671 | 18 442 | 43 963 | 47 765 | 55 699 | 55 608 | 61 099 | 63 748 | 64 526 |
|               | 1793 | 1851 | 1881   | 1921   | 1954   | 1982   | 2006   | 2016   | 2019   | 2022   |